# Двухполосый хамелеон
Двухполосый хамелеон (лат. Trioceros bitaeniatus) — вид ящериц из семейства хамелеонов. Распространён в Африке, встречается в Эфиопии, южном Судане, Сомали, Кении, Танзании, Уганде и северо-восточной Демократической Республике Конго.
В Кении двухполосый хамелеон обитает на горе Кения, Килиманджаро и на хребте Абердэр. Встречается в зарослях хагении и зверобоя в лесных массивах на высоте от 3000 до 4000 м; живёт на высоте от 1 до 2 м над землёй в растущих здесь гигантских вересках. Ведёт строго дневной образ жизни и на ночь укрывается в густом кустарнике.
Двухполосый хамелеон считается видом вне опасности.